# Saab 900
Saab 900 – samochód osobowy klasy średniej produkowany przez szwedzkiego Saaba w latach 1978–1998.

## Pierwsza generacja

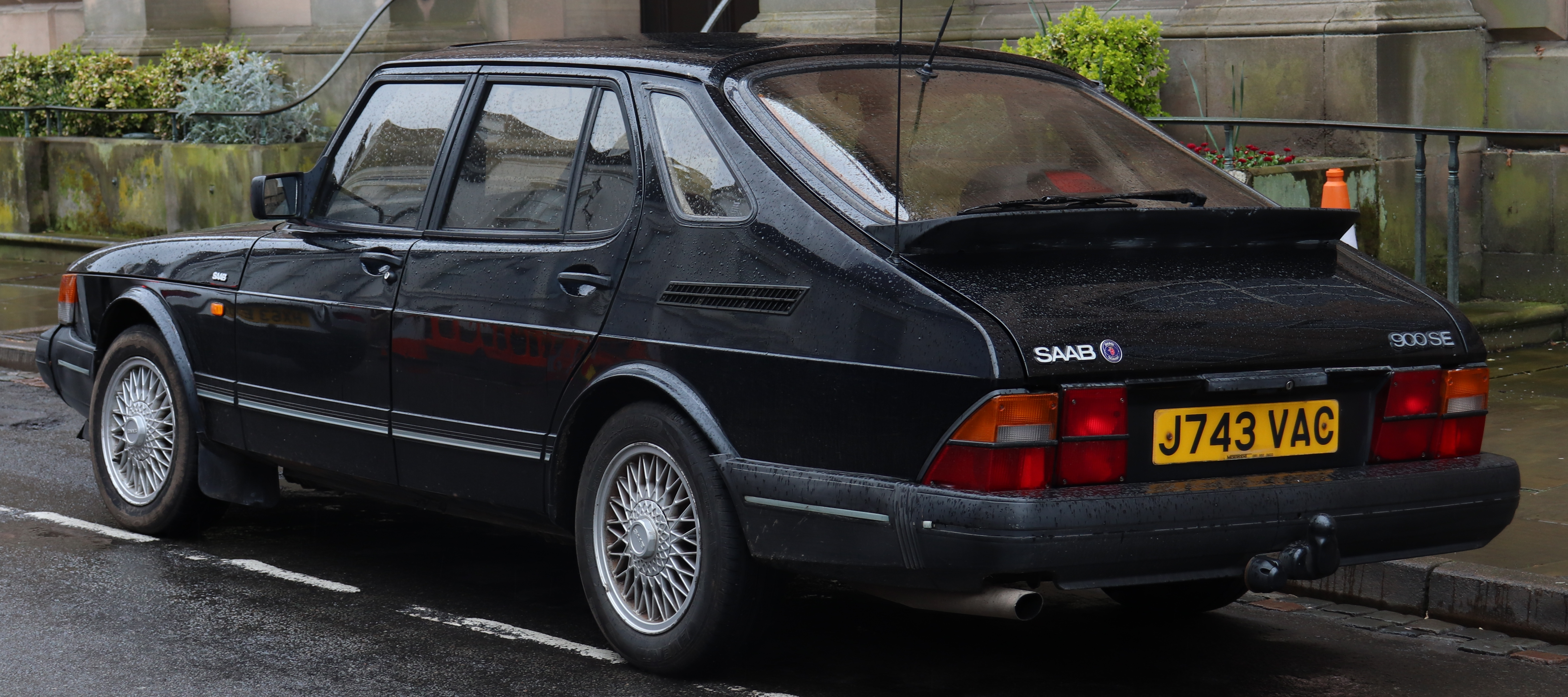
Saab 900 I – tył

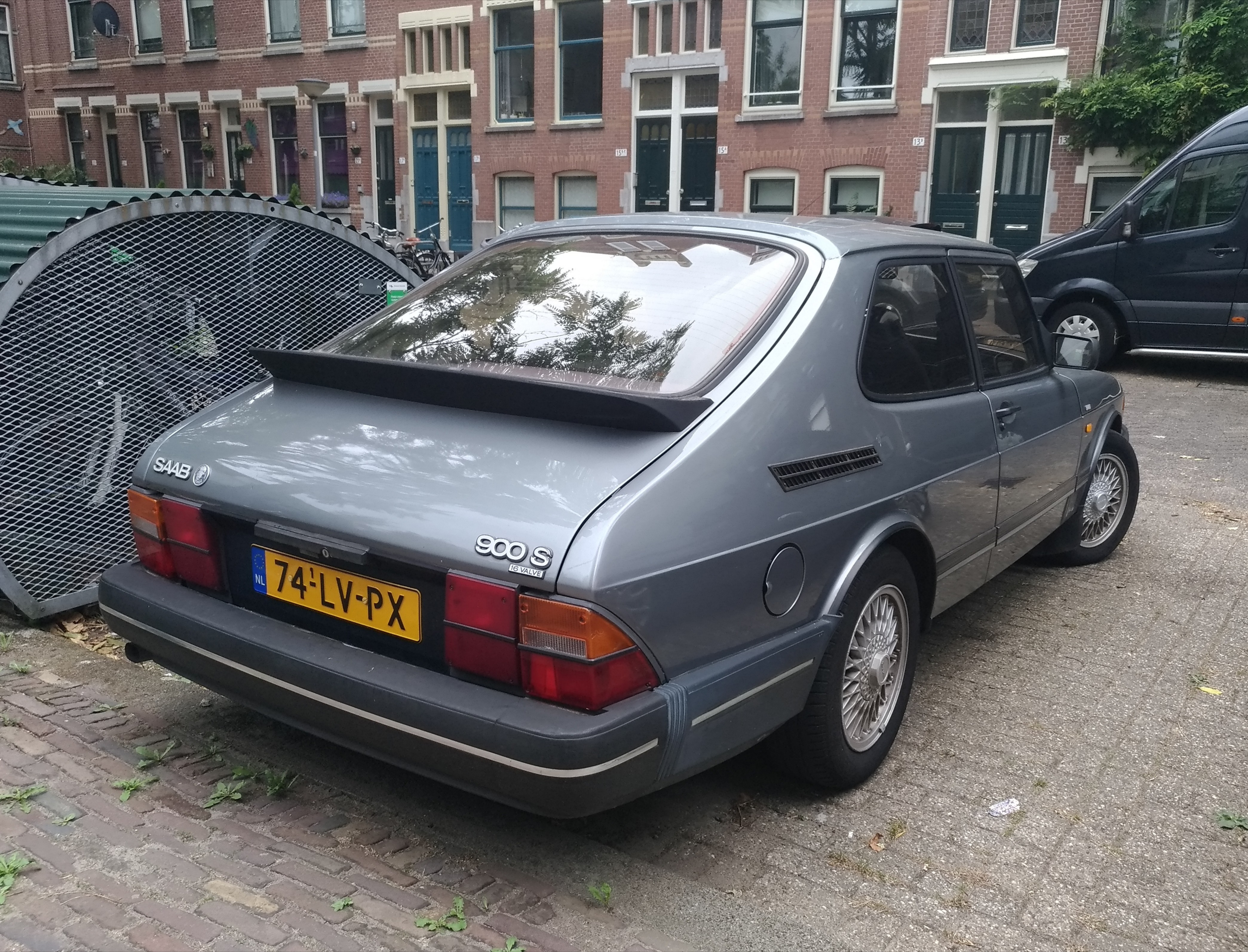
Saab 900 I w wersji trzydrzwiowej

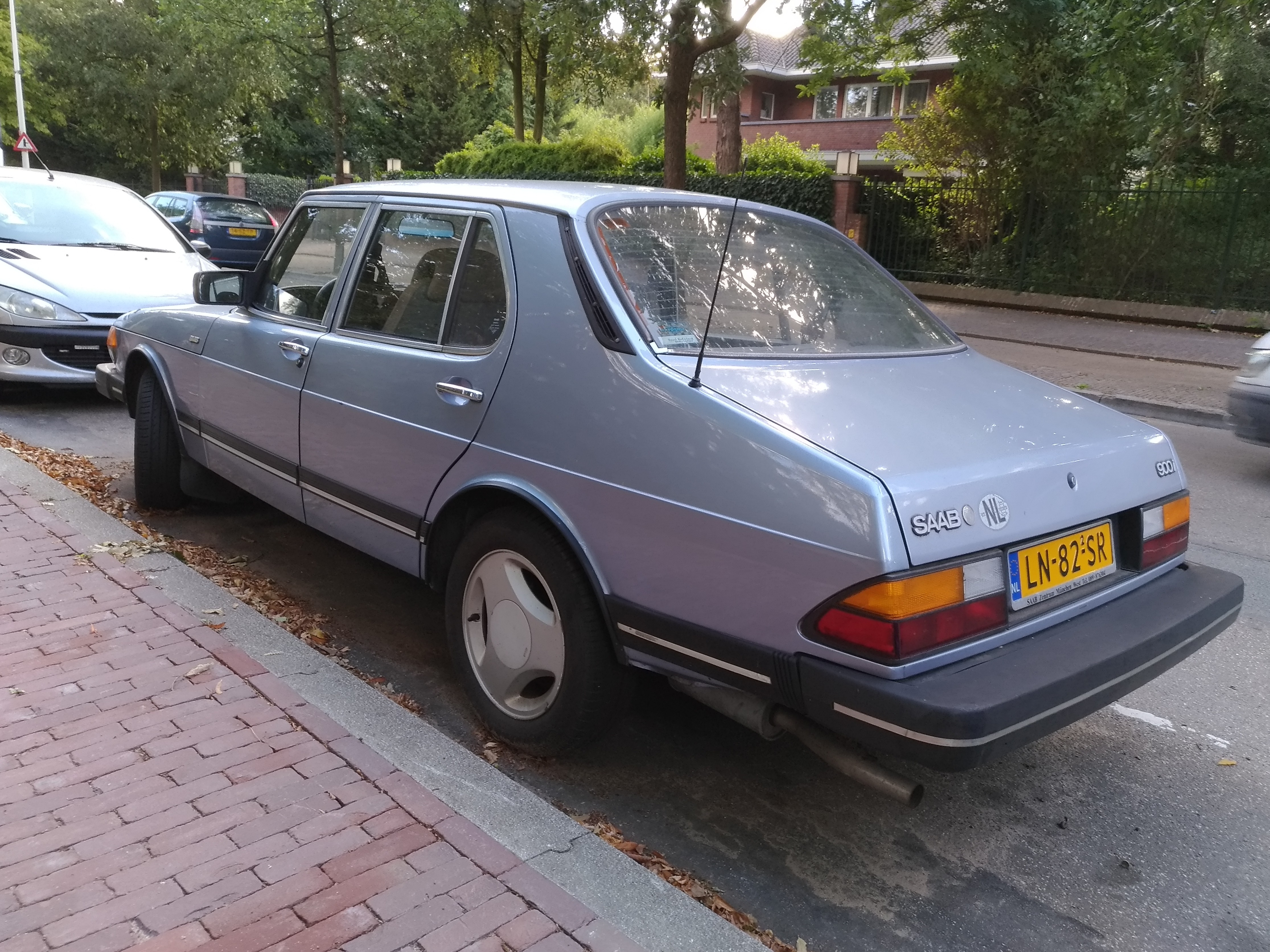
Saab 900 I Sedan

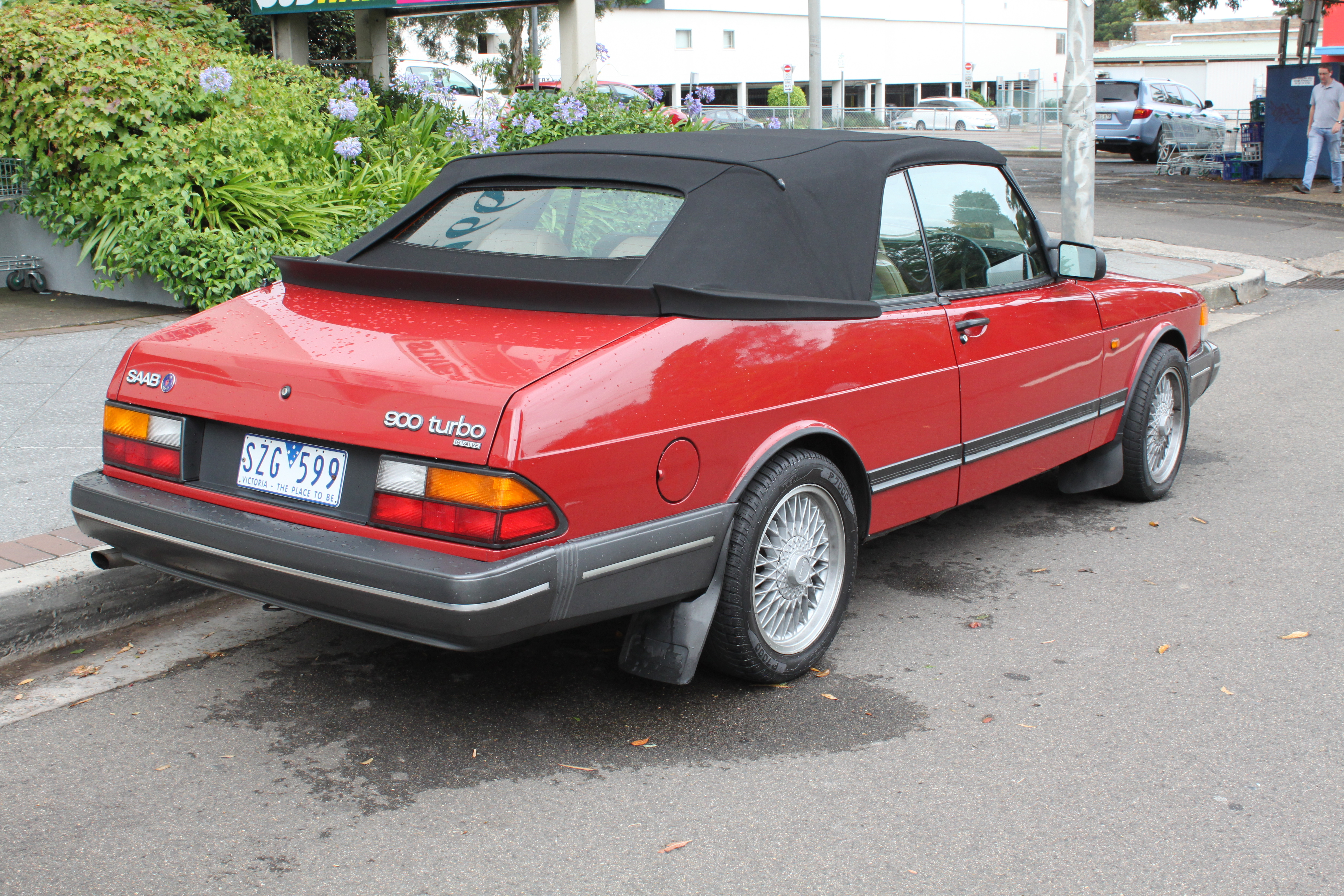
Saab 900 I Cabriolet

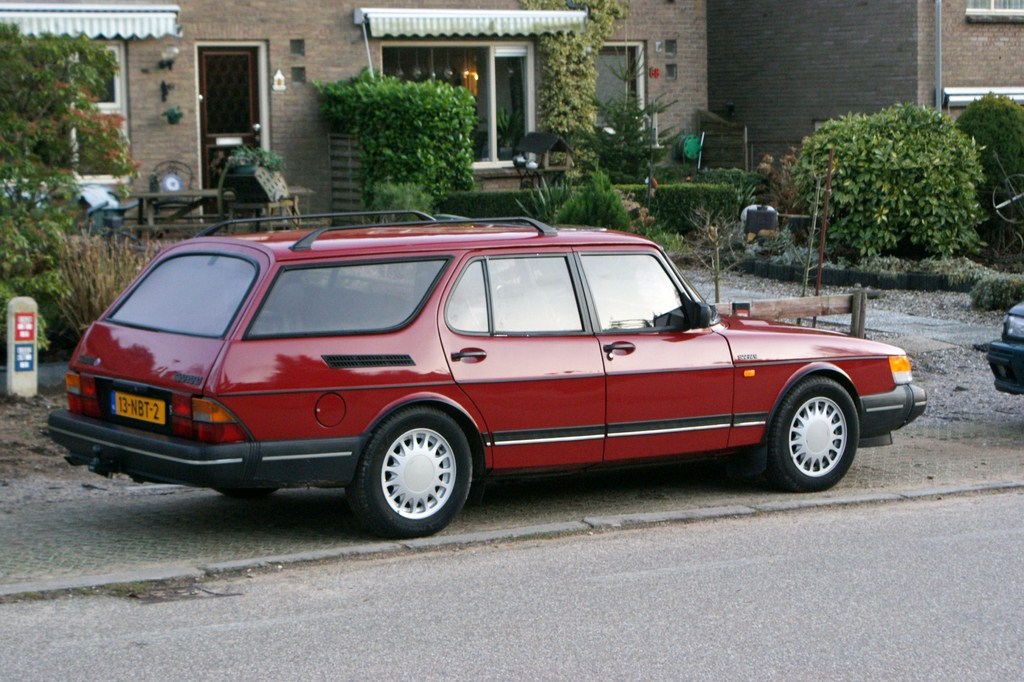
Prototyp Saab 900 Safari

Saab 900 I został po raz pierwszy zaprezentowany w 1978 roku.
Konstrukcyjnie samochód bazował na modelu 99. Początkowo do produkcji wprowadzono dwu- i czterodrzwiowego sedana oraz trzy- i pięciodrzwiowego hatchbacka. W 1981 roku zbudowano najprawdopodobniej w dwóch egzemplarzach prototyp wersji kombi pod nazwą 900 Safari Wagon. Podczas targów motoryzacyjnych we Frankfurcie w 1984 roku zaprezentowano prototyp Saaba 900 Turbo 16V w wersji cabrio, którą do produkcji wprowadzono w 1986 roku. Samochód napędzał 2-litrowy turbodoładowany silnik o mocy 175 KM. Pierwsza seria trafiła na rynek amerykański.
W 1980 roku model wyposażono w kontroler doładowania APC (funkcja regulacji turbosprężarki pozwalająca na używanie niskooktanowej benzyny).
Na początku 1985 roku Rolf Nilsson zwrócił się do wytwórni pojazdów niestandardowych w Nyköping z prośbą stworzenia specjalnie dla niego, na bazie modelu cabrio, wersji targa. Pojazd otrzymał składany, miękki dach. Poza zmienionym nadwoziem pojazd był całkowicie seryjny.
Rok 1986 to wprowadzenie i modernizacja modelu Turbo z intercoolerem, którego brakowało w wersji 145 KM produkowanej od 1979 do 1985 roku. W 1987 roku auto przeszło face lifting. Zmieniono m.in. przednie reflektory oraz atrapę chłodnicy i zderzaki.
Na początku 1990 roku zaprezentowano wersję z silnikiem o niskim stopniu doładowania i mocy 145 KM popularnie zwaną LPT (Low Pressure Turbo – Niskie Ciśnienie Turbo). Model LPT stanowił bezpośrednią alternatywę dla produkowanego między 1985 a 1993 rokiem mocnego 16-zaworowego silnika 2-litrowego turbo o mocy 175 KM. Wzrost mocy był niewielki jednak wystarczający poziom doładowania, stał się znacznie bardziej widoczny na wyższych poziomach. Odbiło się to na zużyciu paliwa, które było o 8% niższe niż w wersjach FPT (Full Pressure Turbo – Pełne Ciśnienie Turbo). W 1991 roku zastosowano dodatkowo 16-zaworowy silnik wolnossący o pojemności 2119 cm³ o mocy 141 KM. Kolektor dolotowy został powiększony i przebudowany dla lepszego i większego przepływu, zmieniono także w nim kolektor ssący i głowicę. Saaby 900 wyposażane były w silniki turbodoładowane o mocach od 145 KM we wcześniejszych wersjach do 185 KM bez katalizatora w mocnych, rzadkich i limitowanych wersjach Carlsson.
Samochód w Polsce jest znany również pod przydomkiem krokodyl. Wyprodukowano 908 817 egzemplarzy.
Model nie był nigdy oferowany w polskiej sieci dealerskiej.

### Wersje wyposażeniowe
Samochody wyposażane były m.in.: w system ABS, szyberdach, podgrzewane przednie fotele oraz klimatyzację i skórzaną tapicerkę, centralny zamek oraz blokadę skrzyni biegów.

#### Wersje Turbo i Aero
Pierwsze wersje turbo pojawiły się wraz z zaprezentowaniem następcy modelu 99. Modele 900 z motorem turbo zaczęto wytwarzać pod koniec 1979 roku. Gdy zaprezentowano pierwsze modele, były one jednymi z najszybszych samochodów na rynku. Deklasowały takie pojazdy jak BMW serii 5, który był wzorem prowadzenia i osiągów. Spotkały się z entuzjastycznym przyjęciem wśród fanów marki i nie tylko.
Szczególnie w Stanach Zjednoczonych auta osiągały duży sukces za sprawą ciekawej stylistyki, bardzo mocnej budowy, dynamicznych silników i względnej ekonomice. Wraz z upływem lat przybyło wersji silnikowych różniących się mocą oraz innymi modernizacjami, np. zwiększaniem ciśnienia. W połowie lat 80. Saab zaprezentował wersję 16-zaworową (kod silnika B202), z turbosprężarką i intercoolerem mogła ona wytwarzać 175 KM bez katalizatora. W silnik ten wyposażano szczególnie wersje Turbo 16. W wersjach z katalizatorem moc wahała się od 160 do 163 KM. Specjalna wersja Turbo 16 Aero oznaczana SPG od nazwy (Special Performance Group – Specjalna Grupa Dokonaniowa) oferowana była na rynki Ameryki Północnej takie jak USA i Kanada. Posiadała ona specjalny body kit pozwalający autu osiągnąć prędkość 210 km/h, podczas gdy zwykłe wersje Turbo osiągały 200 km/h. Wersja ta posiadała inny grill i sportową trójramienną kierownicę.

#### 900 CD
Wersja specjalna przedłużona o 20 cm, wytwarzana jedynie w fabryce Valmet Automotive w Finlandii. Między 1979 i 1982 rokiem 900 CD były w wersji hatchback, później jako sedan.

#### 900 Carlsson
Wersja specjalna na rynek wewnętrzny Wielkiej Brytanii zaprezentowana w 1989 roku w hołdzie szwedzkiemu kierowcy wyścigowemu Erikowi Carlssonowi. Auto zaprezentowano rok po premierze większego modelu 9000 Carlsson w wersji CC (hatchback). 900-tka była dostępna tylko w wersji, gdzie kierownica znajdowała się po prawej stronie pojazdu. Auto wyprodukowano w 600 egzemplarzach. Charakteryzowały się one wzmocnionym silnikiem, tzw. „czerwona skrzynka” w Saabach oznaczała przyrost mocy o ok. 10 KM (ang. APC red box). Ponadto występowały tylko 3 kolory nadwozia do wyboru: czarny, biały i czerwony. Wszystkie modele 900 Carlsson dostępne były wyłącznie jako 3-drzwiowe hatchbacki, miały pomalowane całe nadwozie na jeden z 3 kolorów, włącznie (co jest unikatowe w modelu 900) ze zderzakami, posiadały (AirFlow body kit), który znacznie podnosił aerodynamikę i były zaopatrzone w podwójną chromowaną końcówkę układu wydechowego. Sercem tego modelu, tak jak w modelach Turbo i Aero, był doładowany 2-litrowy silnik o mocy 185 KM bez katalizatora. 900 z serii Carlsson były wyposażone seryjnie w elektrycznie sterowany szyberdach, elektrycznie sterowane siedzenie dla kierowcy i manualną klimatyzację, podczas gdy w wersjach Turbo / Aero za te dodatki trzeba było dopłacać.

#### Inne wersje
- GLE
- GLi Gold
- Tjugofem
- C
- Special Performance Group (SPG) – wersja limitowana powstała w liczbie 254 egzemplarzy w 1991 roku
- S
- EP
- CD
- Springtime in Sweden (SIS)
- Enduro
- Lux
- SE
- 1993 & 1994 Commemorative Edition
- Ruby
- Swedish Special Edition
- Yacht Club – wersja limitowana powstała w liczbie 70 egzemplarzy zaprezentowana w marcu 1989 roku

.
- Red Arrow – wersja limitowana powstała w liczbie 150 egzemplarzy przeznaczona na rynek holenderski
- Silver Arrow – wersja limitowana
- Jubilee – wersja limitowana wydana na 50-lecie marki Saab w liczbie 200 sztuk

### Silniki
| Silnik                                              | Pojemność skokowa [cm³] | Typ silnika             | Silnik                                                                                 | Średnica tłoka × Średnica cylindra | Moc maksymalna [KM] przy obr./min | Maks. moment obrotowy [Nm] przy obr./min | Przyspieszenie 0–100 km/h [s] | Prędkość maks. [km/h]   | Droga hamowania 100–0 km/h [m] | Lata produkcji                       |                         |                         |                         |                         |
| Silniki nie doładowane:                             | Silniki nie doładowane: | Silniki nie doładowane: | Silniki nie doładowane:                                                                | Silniki nie doładowane:            | Silniki nie doładowane:           | Silniki nie doładowane:                  | Silniki nie doładowane:       | Silniki nie doładowane: | Silniki nie doładowane:        | Silniki nie doładowane:              | Silniki nie doładowane: | Silniki nie doładowane: | Silniki nie doładowane: | Silniki nie doładowane: |
| --------------------------------------------------- | ----------------------- | ----------------------- | -------------------------------------------------------------------------------------- | ---------------------------------- | --------------------------------- | ---------------------------------------- | ----------------------------- | ----------------------- | ------------------------------ | ------------------------------------ | ----------------------- | ----------------------- | ----------------------- | ----------------------- |
| 2.0 GL                                              | 1985                    | R4                      | SAAB B201 4-cylindrowy, 8-zaworowy SOHC (gaźnik pojedynczy)                            | 90,0 × 78,0                        | 100 (74)/5200                     | 163/3500                                 | 14,6                          | 165                     | b.d.                           | 1979–1989                            |                         |                         |                         |                         |
| 2.0 GL                                              | 1985                    | R4                      | SAAB B201 4-cylindrowy, 8-zaworowy SOHC (gaźnik podwójny)                              | 90,0 × 78,0                        | 107 (79)/5200                     | 165/3500                                 | 13,8                          | 165                     | 44,5                           | 1979–1984                            |                         |                         |                         |                         |
| 2.0 GL                                              | 1985                    | R4                      | SAAB B201 4-cylindrowy, 8-zaworowy SOHC (wtrysk paliwa)                                | 90,0 × 78,0                        | 118 (87)/5500                     | 168/3500                                 | 11,4                          | 175                     | 44,5                           | 1979–1989                            |                         |                         |                         |                         |
| 900 S 2.0 16V                                       | 1985                    | R4                      | SAAB B202 4-cylindrowy, 16-zaworowy DOHC (wtrysk paliwa)                               | 90,0 × 78,0                        | 126 (92)/6100                     | 170/3000                                 | 11,0                          | 185                     | 42,8                           | 1987–1993                            |                         |                         |                         |                         |
| 900 SE 2.1 16V                                      | 2119                    | R4                      | SAAB B212 4-cylindrowy, 16-zaworowy DOHC (wtrysk paliwa – Bosch K-Jetronic)            | 93,0 × 78,0                        | 141 (103)/6000                    | 180/2900                                 | 10,5                          | 185                     | 42,5                           | 1991–1993                            |                         |                         |                         |                         |
| Silniki doładowane                                  |                         |                         |                                                                                        |                                    |                                   |                                          |                               |                         |                                |                                      |                         |                         |                         |                         |
| 900 2.0 Kat. (Turbo)                                | 1985                    | R4                      | SAAB B201 4-cylindrowy, 8-zaworowy Turbodoładowanie SOHC (wtrysk paliwa)               | 90,0 × 78,0                        | 145 (107)/5000                    | 235/3000                                 | 9,8                           | 190                     | 42,8                           | 1979–1985                            |                         |                         |                         |                         |
| 900 2.0 Turbo Intercooler (bez katalizatora)        | 1985                    | R4                      | SAAB B201 4-cylindrowy, 8-zaworowy Turbodoładowanie, intercooler SOHC (wtrysk paliwa)  | 90,0 × 78,0                        | 155 (115)/5000                    | 235/3000                                 | 9,8                           | 200                     | 42,8                           | 1985–1989                            |                         |                         |                         |                         |
| 900 2.0 Kat. (LPT – Low Pressure Turbo)             | 1985                    | R4                      | SAAB B202 4-cylindrowy, 16-zaworowy Turbodoładowanie, intercooler DOHC (wtrysk paliwa) | 90,0 × 78,0                        | 145 (107)/5600                    | 202/3000                                 | 11,0                          | 190                     | 42,8                           | 1990–1993                            |                         |                         |                         |                         |
| 900 2.0 Kat. (Turbo 16, S)                          | 1985                    | R4                      | SAAB B202 4-cylindrowy, 16-zaworowy Turbodoładowanie, intercooler DOHC (wtrysk paliwa) | 90,0 × 78,0                        | 160 (120)/5500                    | 255/3000                                 | 9,6                           | 205                     | 41,5                           | 1984–1993                            |                         |                         |                         |                         |
| 900 2.0 Turbo 16, S (bez katalizatora)              | 1985                    | R4                      | SAAB B202 4-cylindrowy, 16-zaworowy Turbodoładowanie, intercooler DOHC (wtrysk paliwa) | 90,0 × 78,0                        | 175 (130)/5500                    | 273/2800                                 | 8,5                           | 217                     | 41,5                           | 1984–1993                            |                         |                         |                         |                         |
| 900 2.0 Turbo Carlsson / Airflow (bez katalizatora) | 1985                    | R4                      | SAAB B202 4-cylindrowy, 16-zaworowy Turbodoładowanie, intercooler DOHC (wtrysk paliwa) | 90,0 × 78,0                        | 185 (138)/5500                    | 273/2800                                 | 8,0                           | 217                     | 41,5                           | 1990–1992 (tylko na rynek brytyjski) |                         |                         |                         |                         |

### W kulturze popularnej
Pojazdem w latach 1981–1983 poruszał się Agent 007 James Bond w książkach autorstwa Johna Gardnera, który kontynuował serię powieści „Licence Renewed”, „For Special Services” oraz „Icebreaker”. Stworzony został także specjalny pojazd wyposażony we wszystkie gadżety opisane w książkach Gardnera, który umieszczono w Muzeum Saaba w Trollhättan.

## Druga generacja

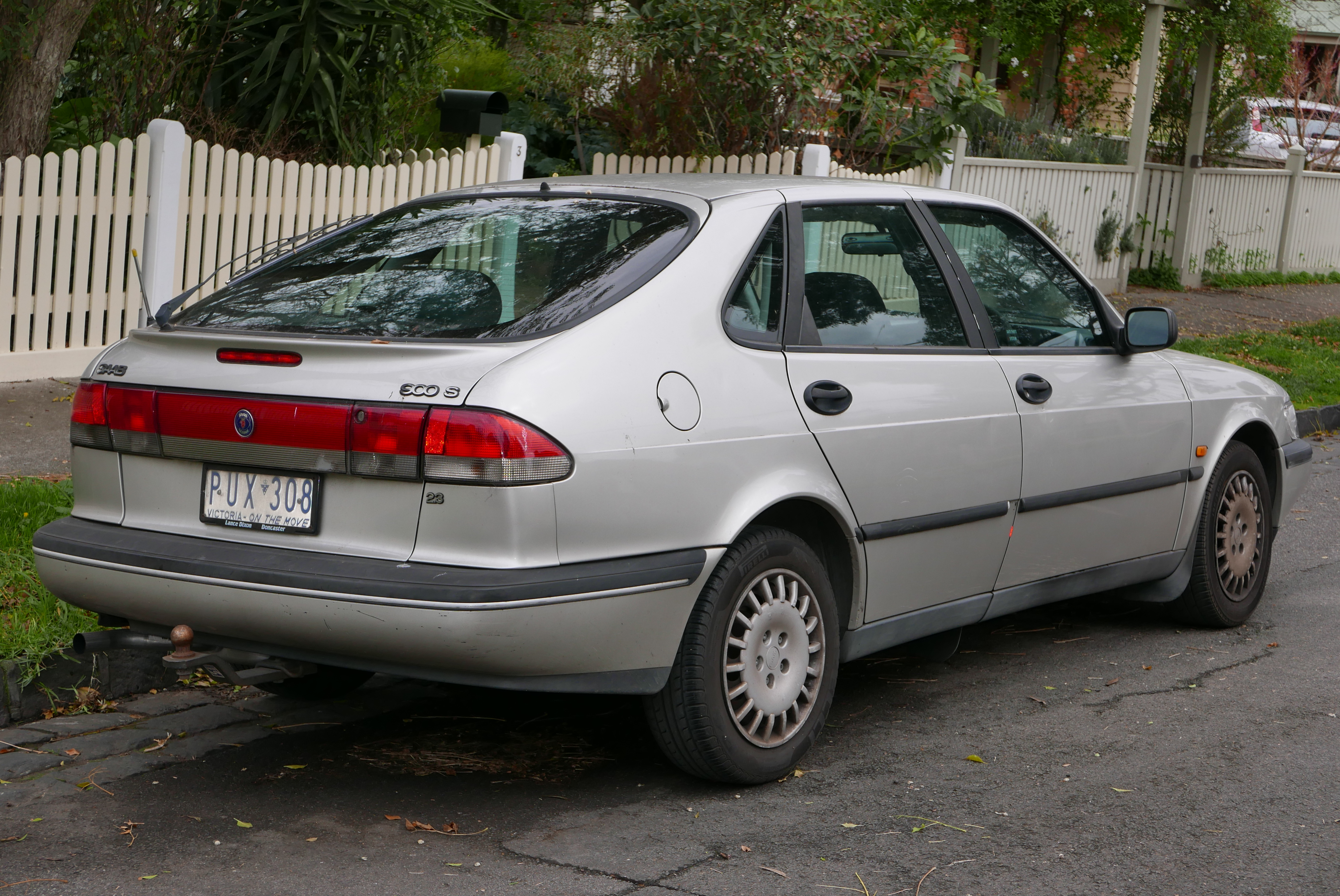
Saab 900 II – tył

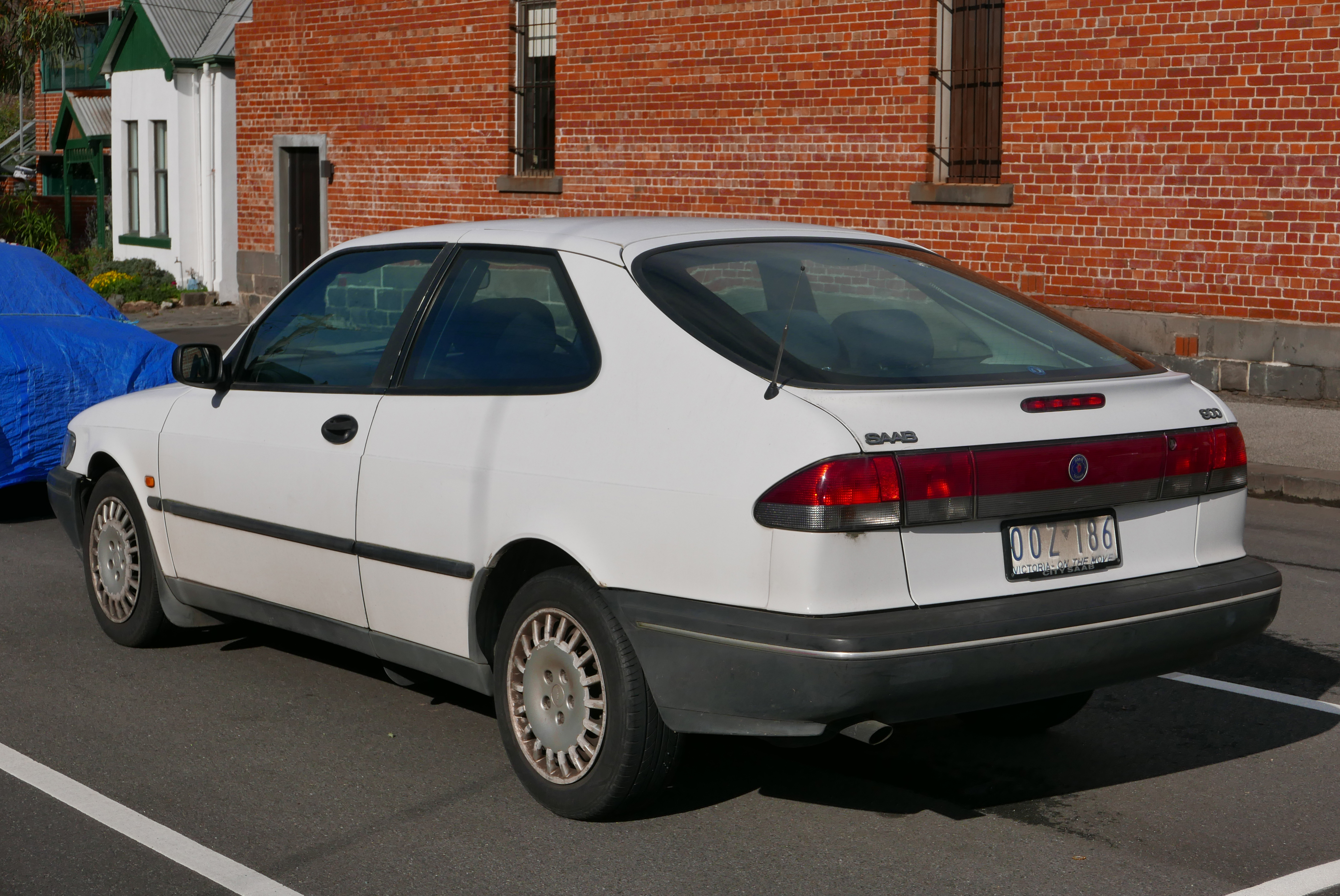
Saab 900 II w wersji trzydrzwiowej

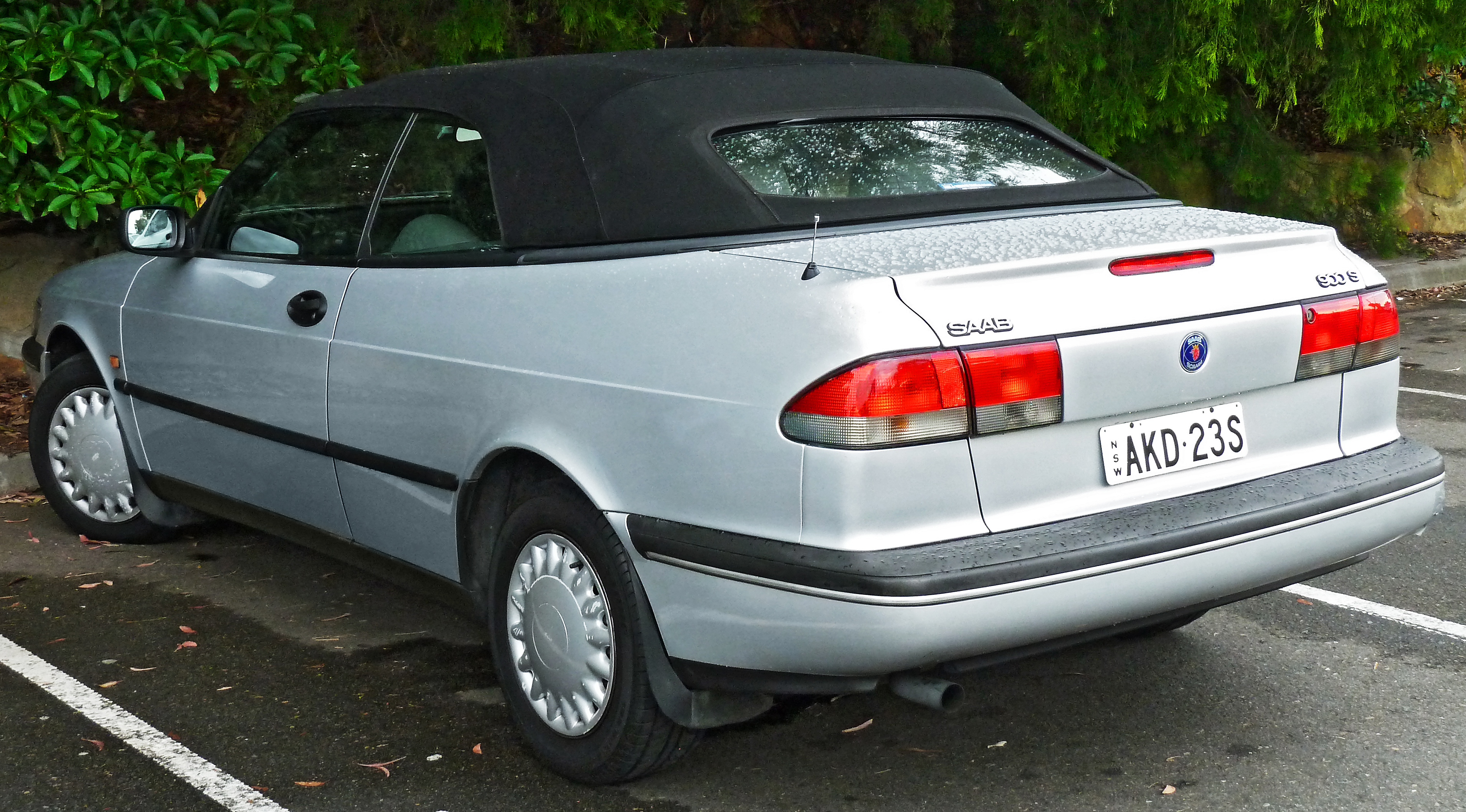
Saab 900 II Cabriolet

Saab 900 II został po raz pierwszy zaprezentowany w Trollhättan 21 lipca 1993 roku i od razu spotkał się z dużym zainteresowaniem: w przeciągu pierwszych 10 dni jego produkcji do Saaba wpłynęło blisko 3000 zamówień.
Auto gotowe było już w 1991 roku, jednak względy finansowe wstrzymały wprowadzenie go do produkcji, która ruszyła w 1994 roku dzięki zastrzykowi finansowemu nowego właściciela – General Motors. Był to pierwszy Saab skonstruowany we współpracy z amerykańskim koncernem, który w 1990 roku stał się właścicielem większościowego pakietu akcji spółki. Konstrukcyjnie samochód bazował na płycie podłogowej Opla Vectry i Calibry, jednak zarówno stylistyka, jak i zastosowana technika pozostały charakterystyczne dla szwedzkiej marki. Wśród miłośników Saaba nowy model zyskał przydomek 900NG.
Współpraca z GM wymusiła na Saabie reorganizację systemu pracy: o ile Saab 900 I-generacji powstawał w przeciągu 100 godzin, nowy model opuszczał linię już po niespełna 30 godzinach.
Korzystając z doświadczeń konstruktorów lotniczych Saaba w modelu 900NG wprowadzano wygaszanie oświetlenia deski rozdzielczej nazwane Night Panel, tak aby nie męczyć wzroku kierowcy w trakcie jazdy nocnej. Wnętrze pojazdu przypomina kokpit samolotu.
W 1994 roku wprowadzono na rynek wersję cabrio z elektrycznie sterowanym dachem.
W 1998 roku wprowadzono model Saab 9-3. Saab zapewniał, że wprowadzono blisko 1100 poprawek i ulepszeń, natomiast wizualnie oba modele różnią jedynie detale. Saab 9-3 I był produkowany do 2002 roku. Zmiana nazwy tłumaczona była potrzebą ujednolicenia nazewnictwa z właśnie debiutującym większym modelem 9-5.
Wyprodukowano łącznie 273 568 egzemplarzy.

### Oryginalne rozwiązania
- Sensonic

Skrzynia biegów Sensonic dostępna była wyłącznie w silnikach z turbodoładowaniem. Podobnie jak w zwykłej skrzyni biegów zastosowano klasyczną dźwignię zmiany biegów, wprowadzono jednak automatyczne, komputerowo sterowane sprzęgło. Sensonic zdobył wiele nagród, z czasem Saab wycofał się jednak z produkcji, ze względu na wysokie koszty napraw i dużą awaryjność.

### Wersje wyposażeniowe
- S
- SE

Samochód występował w kilku wersjach wyposażenia, te same wersje mogły się od siebie różnić w zależności od tego, na jaki rynek były przeznaczone. W niektórych krajach konkretne warianty wyposażenia występowały tylko w połączeniu z określonym silnikiem (np. w USA wersja S występowała tylko z silnikiem bez turbodoładowania, a silniki V6 i Turbo były dostępne w wariancie SE).
Standardowo samochód wyposażony był m.in.: w elektryczne sterowanie szyb, elektryczne sterowanie lusterek, poduszkę powietrzną, system ABS, odtwarzacz kasetowy, wspomaganie kierownicy oraz centralny zamek i system Night Panel. Opcjonalnie samochód wyposażyć można było m.in. w klimatyzację oraz podgrzewane fotele, a także zintegrowany z tylną kanapą fotelik dziecięcy. Drugi można było nabyć opcjonalnie. Wersje z silnikiem V6 standardowo wyposażone były w układ TCS.
Wersje przeznaczone na rynek szwedzki wyposażone był w czarne skrzynki.
Na przełomie 1993/1994 roku w fabryce Valmet Automotive opracowano wersję coupe pojazdu, której jednak nie wprowadzono do produkcji.
Opcjonalnie pojazd doposażyć można było m.in.: w skórzaną tapicerkę, podgrzewane fotele, odtwarzacz CD oraz tempomat.

#### Wersje limitowane
- Série Spéciale – wersja limitowana powstała w 1995 roku[17].
- Talladega – wersja limitowana powstała w 1996 roku w liczbie 300 sztuk. Auto charakteryzuje się m.in.: przednim spojlerem ze zintegrowanymi światłami przeciwmgłowymi, 16-calowymi alufelgami, sportowym zawieszeniem, ABS, elektrycznie sterowanymi szybami i lusterkami[18].
- Swiss Edition – wersja limitowana powstała specjalnie na rynek szwajcarski w marcu 1996 roku[19].
- Men in Black – wersja limitowana zaprezentowana w listopadzie 1997 roku. Auto powstało na cześć filmu Men in Black. Auto charakteryzuje się czarnym metalizowanym lakierem, zderzakami w kolorze nadwozia, elektrycznie sterowanymi szybami, elektrycznie sterowanymi i podgrzewanymi lusterkami, czarną tapicerką, klimatyzacją manualną, immobilizerem oraz wskaźnikiem temperatury zewnętrznej[20].
- Sun Beach
- Mellow Yellow – wersja limitowana powstała w 1997 roku na bazie wersji cabrio w liczbie 210 egzemplarzy. Do każdego pojazdu dołączony był ekstrawagancki zegarek szwajcarskiej firmy IWC na pasku w kolorze żółtym. Samochód wyróżniał się charakterystycznym żółtym kolorem oraz alufelgami i atrapą chłodnicy w kolorze tytanowym, a także obniżonym zawieszeniem firmy Rinspeed[21].

### Silniki
| Silnik                         | Pojemność skokowa [cm³] | Typ silnika           | Silnik                                                                     | Średnica tłoka × Średnica cylindra | Moc maksymalna [KM] przy obr./min | Maks. moment obrotowy [Nm] przy obr./min | Przyspieszenie 0–100 km/h [s] | Prędkość maks. [km/h] | Droga hamowania 100–0 km/h [m] | Lata produkcji        |                       |                       |                       |                       |
| Silniki niedoładowane          | Silniki niedoładowane   | Silniki niedoładowane | Silniki niedoładowane                                                      | Silniki niedoładowane              | Silniki niedoładowane             | Silniki niedoładowane                    | Silniki niedoładowane         | Silniki niedoładowane | Silniki niedoładowane          | Silniki niedoładowane | Silniki niedoładowane | Silniki niedoładowane | Silniki niedoładowane | Silniki niedoładowane |
| ------------------------------ | ----------------------- | --------------------- | -------------------------------------------------------------------------- | ---------------------------------- | --------------------------------- | ---------------------------------------- | ----------------------------- | --------------------- | ------------------------------ | --------------------- | --------------------- | --------------------- | --------------------- | --------------------- |
| 900 S 2.0i 16V                 | 1985                    | R4                    | SAAB B206l 4-cylindrowy, 16-zaworowy DOHC (wtrysk paliwa)                  | 90,0 × 78,0                        | 133 (99)/6100                     | 180/4300                                 | 10,3                          | 200                   | 41,5                           | 1993–1994             |                       |                       |                       |                       |
| 900 S 2.0i 16V                 | 1985                    | R4                    | SAAB B204l 4-cylindrowy, 16-zaworowy DOHC (wtrysk paliwa)                  | 90,0 × 78,0                        | 130 (97)/6100                     | 177/4300                                 | 10,5 auto.: 12,5              | 198 auto.: 188        | 41,5                           | 1993–1999             |                       |                       |                       |                       |
| 900 SE 2.3i 16V                | 2290                    | R4                    | SAAB B234l 4-cylindrowy, 16-zaworowy DOHC (wtrysk paliwa)                  | 90,0 × 90,0                        | 150 (110)/5700                    | 210/4300                                 | 9,5 auto.: 10,5               | 210 auto.: 203        | 41,5                           | 1993–1998             |                       |                       |                       |                       |
| 900 2.5 SE 24V                 | 2498                    | V6                    | SAAB B258l 6-cylindrowy, 24-zaworowy DOHC (wtrysk paliwa)                  | 81,6 × 79,6                        | 170 (125)/5900                    | 227/4200                                 | 8,7 auto.: 9,2                | 225                   | 42                             | 1993–1998             |                       |                       |                       |                       |
| Silniki doładowane             |                         |                       |                                                                            |                                    |                                   |                                          |                               |                       |                                |                       |                       |                       |                       |                       |
| 900 2.0 16V Turbo S/ Talladega | 1985                    | R4                    | SAAB B204l 4-cylindrowy, 16-zaworowy Turbodoładowanie DOHC (wtrysk paliwa) | 90,0 × 78,0                        | 185 (136)/5750                    | 263/2100                                 | 8,0                           | 228                   | 40,8                           | 1993–1998             |                       |                       |                       |                       |